# MOA-2011-BLG-322Lb
MOA-2011-BLG-322L b es un exoplaneta gigante ubicado a 25.000 años luz, cerca del bulbo galáctico. Descubierto en el año 2011, este planeta orbita una estrella enana roja a una distancia aproximada de 4 UA. 

## Descubrimiento
Fue descubierto por el observatorio MOA Microlensing Observations in Astrophysics en el 2011 usando el método de lente gravitacional que se aprovecha de los efectos de la Relatividad de Einstein.  

## Características físicas
El planeta es aproximadamente 7,8 veces más grande en más que Júpiter y es 2480 veces el de la Tierra, siendo un gigante de gas con un tamaño estimado de 1 a 1,5 veces el radio de Júpiter. Debido a que se encuentra relativamente alejado de su tenue estrella, su temperatura de equilibrio rondaría los 150 K

## Órbita
El planeta orbita a una distancia de 3,6 UA o aproximadamente 538 millones de kilómetros. Órbita más allá de la línea de nieve de su estrella, este es un lugar alrededor de una estrella donde el material en el disco protoplanetario de una estrella empieza a enfriarse lo que es un lugar apropiado para la formación de planetas. Sin embargo, lo peculiar del planeta al parecer es muy masivo para su órbita relativamente lejana a su estrella.   

## Estrella
MOA-2011-BLG-322L es una estrella tipo M con un tercio de la masa del Sol. Se ubica a más de 25.000 años luz, por lo que es demasiado tenue y distante para ser observada a simple vista. Cálculos indican que puede tener una luminosidad de 0,4% de la luminosidad solar. La zona habitable en torno a estas estrellas se sitúa a distancias comprendidas entre 0,1 y 0,2 UA.